# Peregrineta

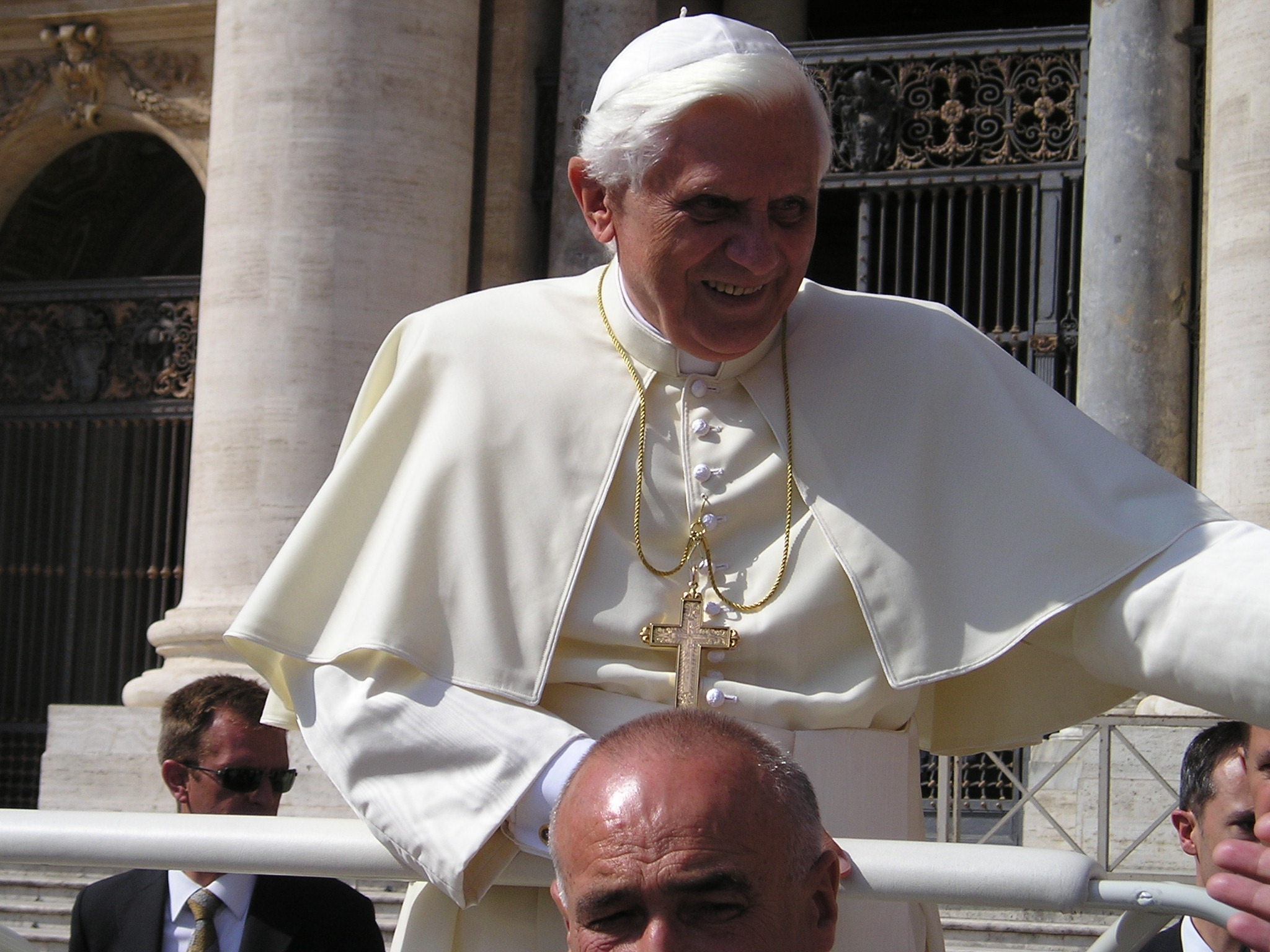
Papa Bento XVI vestindo uma peregrineta branca

A peregrineta é parte da veste eclesiástica. É uma capa curta, aberta na parte da frente, que cobre os ombros, parte das costas e dos braços.
A peregrineta deve seu nome à sua semelhança com uma capa de ombro mais ampla de pano ou couro que era tradicionalmente usada por peregrinos (pellegrini em italiano).